# Gymnasium Mostar

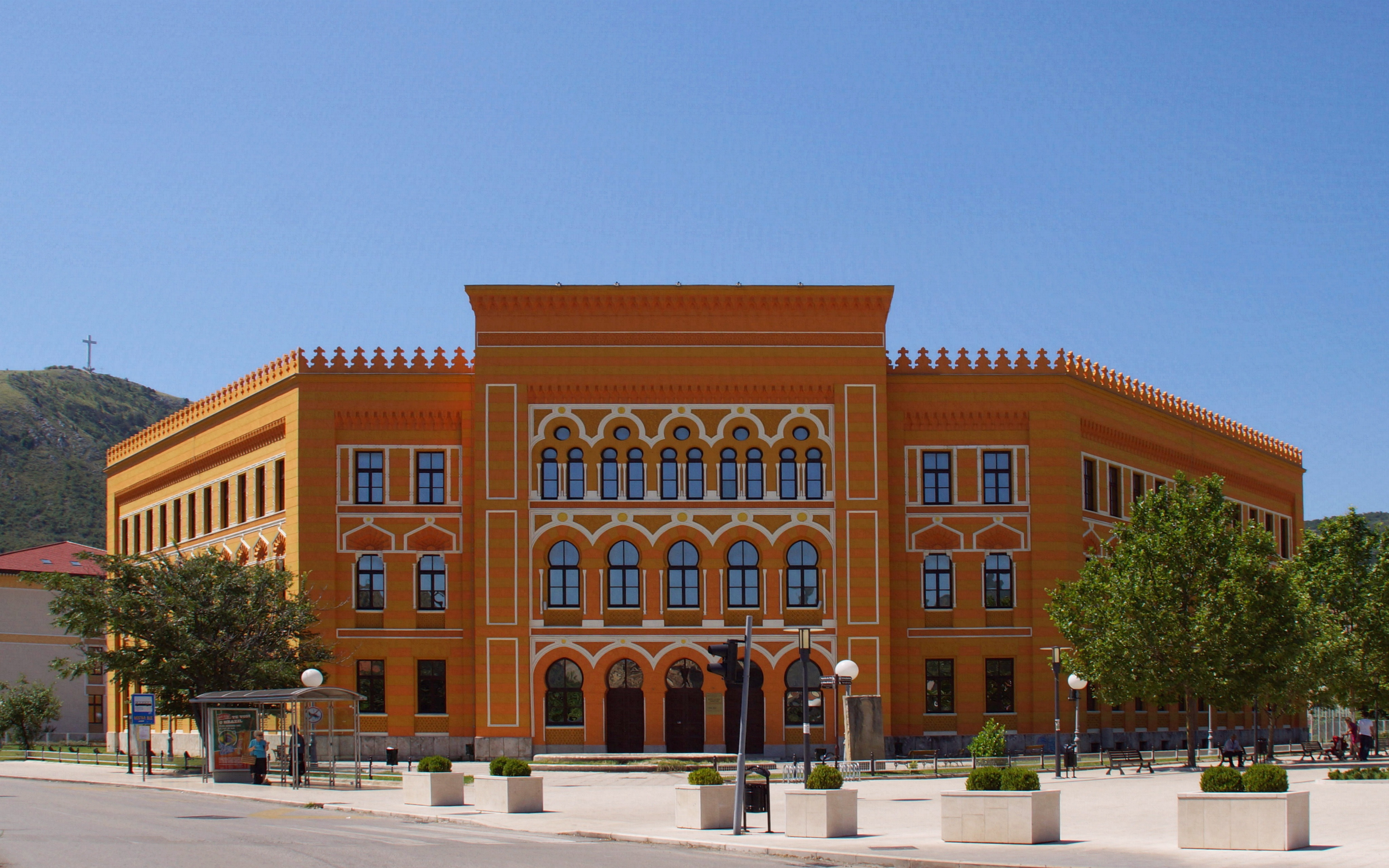
Gymnasium Mostar (Gimnazija Mostar), 1898 bis 1902, fertig instand gesetzt 2009 (Foto 2014)

Das Gymnasium Mostar (bosnisch: Gimnazija Mostar) ist ein Gymnasium in Mostar. Es hat angesichts politisch schwieriger Zeiten nach der  österreichisch-ungarischen Okkupation seit 1878 und ethnischer Vielfalt bei muslimischen Mehrheiten im späten 19. Jahrhundert eine bemerkenswerte Entstehungsgeschichte.
In Mostar bezeichnet man es auch als „altes Gymnasium“: stara gimnazija.

## Bildungsumfeld
In Mostar hatte sich bis 1893 ein schulisches Bildungssystem entwickelt, das keinen sogenannten höheren Schulabschluss wie das gymnasiale Abitur ermöglichte, weshalb man sich um einen solchen in der Hauptstadt von Bosnien und Herzegowina in Sarajewo bemühen musste. Es gab im Elementarschulwesen allerdings 18 muslimische, orthodoxe, katholische und weltliche geschlechterspezifische Schulen, wovon allein zehn muslimische Grundschulen nur für Mädchen bestanden.

## Gymnasiale Ansprüche
Auf Betreiben der serbisch-orthodoxen Kirche wurde im Jahr 1893 in Mostar ein Gymnasium eröffnet, welches von den damals zuständigen Finanzbehörden der österreichisch-ungarischen Herrschaft durchgesetzt worden war. Es war ein schwieriges Unterfangen, da dem Wunsch nach gymnasialer Bildungseinrichtung Bedenken der muslimisch-politischen Mehrheiten entgegenstanden, weshalb sich die serbisch-orthodoxe Kirche in ihrer Forderung mit der katholischen Kirche zusammengetan hatte. Der frühe gymnasiale Unterricht erfolgte für einer Übergangszeit in einem angemieteten Schul-Provisorium.

## Ausschreibung und Planung
Es folgten die Zeiten von Ausschreibung und Planung für das gymnasiale Gebäude, das nach österreichisch-ungarischen Maßgaben zur Verkörperung bosnischer Zeichensetzung Elemente auch gemäß maurischer Architektur besitzen sollte. Zwei tschechische Architekten standen im Wettbewerb; der Architekt František Blažek erhielt den Zuschlag, nach dessen Entwurf eine Bauausführung in zwei Bauabschnitten folgte.

## Ausführungszeitraum
Im Jahr 1898 wurde der erste Bauabschnitt und 1902 der zweite Bauabschnitt des Gymnasiums in heutiger baulicher Substanz nach den Plänen des tschechischen Architekten Blažek fertiggestellt.

## Lehrerkollegium
Bereits dem ersten Kollegium des Gimnazija Mostar gehörten Lehrkräfte mit serbisch-orthodoxen, katholischen, muslimischen und jüdischen Wurzeln an.

## Kriegsschäden
Im sogenannten bosnischen Krieg von 1992 bis 1995  wurde das Gebäude substantiell beschädigt, da es sich in der Nähe kriegerischer Auseinandersetzungen befand. Eine Wiederherstellung des Gebäudes zog sich aus verschiedenen, insbesondere finanziellen Gründen lange hin. Im Jahr 2004 fand bereits wieder ein provisorischer Unterricht statt. Um die Notwendigkeit der Instandsetzung zu verdeutlichen, beteiligten sich auch die Schüler an den Renovierungsarbeiten. Die grundlegende Wiederherstellung dauerte fort bis ins Jahr 2006, die letzten Renovierungsarbeiten wurden 2009 abgeschlossen.

## Neuausrichtung
Der bereits anfänglich vielschichtigen Ausrichtung des Gymnasiums hinsichtlich der Herkunft der Schüler und der schulischen Inhalte folgte die heutige Öffnung zu dem zweisprachigen gymnasialen Schulziel mit bosnischem und kroatischem Unterricht. Das Gymnasium Mostar wird als einziges integriertes Gymnasium in Bosnien und Herzegowina bezeichnet; es werden bis zu 650 Schüler im Alter von 14 bis 19 Jahren sprachlich getrennt unterrichtet.

## United World College in Mostar
Das von einer privaten Stiftung betriebene United World College (UWC) in Mostar bezog im Jahr 2006 im Obergeschoss des Gymnasiums seine Räumlichkeiten. Es wurde von der  Königin Noor von Jordanien eröffnet. Es wird unter gleichem Dach mit dem Gimnazija Mostar, aber separat und unabhängig von ihm geführt. Etwa ausgewählte 165 Schüler aus zwei bosnischen Gruppen und aus der ganzen Welt können im United World College von Mostar kostenlosen Unterricht besuchen; der Unterricht erfolgt hier auch in Englisch.

## Nationales Denkmal
Die historische Vielschichtigkeit des Gimnazija Mostar und dessen bauliche Einzigartigkeit machen es zu einem nationalen Denkmal von Bosnien und Herzegowina.